# Wonosari (Lirik)
Wonosari is een bestuurslaag in het regentschap Indragiri Hulu van de provincie Riau, Indonesië. Wonosari telt 1036 inwoners (volkstelling 2010).